# Al-Ahli SC Manama
L'Al-Ahli SC Manama (àrab: الناادي الأهلي البحريني, an-Nādī al-Ahlī al-Baḥraynī, ‘Club Nacional Bahrainita’) és un club de futbol de Bahrain de la ciutat d'Al-Manama. Al Ahli significa ‘el Nacional'.
El club va ser fundat l'any 1936. Anteriorment al nom actual s'anomenà Al Nusoor. Aquest es fusionà amb el club Al Tursana per formar Al-Ahli. Ha guanyat cinc cops la Lliga de Bahrain de futbol (1969, 1972, 1977, 1996 i 2010), vuit cops la Copa del Rei de Bahrain de futbol (1960, 1968, 1977, 1982, 1987, 1991, 2001 i 2003) i una Copa Federació de Bahrain (2007).

## Palmarès
- Lliga de Bahrain de futbol:[2]

1969, 1972, 1977, 1996, 2010
- Segona Divisió:

2015
- Copa del Rei de Bahrain de futbol:[3]

1960, 1968, 1977, 1982, 1987, 1991, 2001, 2003
- Copa Federació de Bahrain:[3]

2007, 2016